# Каронгі
Каронгі — район (akarere) Західної провінції Руанди. Простягається вздовж озера Ківу. Центр — Рубенгера, але тут також знаходиться велике місто Кібуе.

## Поділ
Район Каронгі поділяється на сектори (imirenge): Бвішюра, Гішїта, Гішарі, Гітесі, Мубуга, Мурамбі, Мурунді, Мутунту, Рубенгера, Ругабано, Руганда, Руанкуба анд Туумба.